# Jeunes Filles (film)
Pour l’article homonyme, voir Jeunes Filles.
Pour plus de détails, voir Fiche technique et Distribution.
Jeunes Filles est un film français réalisé en 1952 par Armand Chartier pour le compte du ministère de l'Agriculture.

## Objectif
Ce film fait partie de la Cinémathèque du ministère de l'Agriculture, qui produit et diffuse depuis 1923 des films sur le monde rural et ses évolutions.
L'objectif du film était de promouvoir la rénovation de l'habitat en milieu agricole, notamment en investissant dans l'électricité, le gaz, l'eau courante. 
Dans une France, à l'époque « préoccupée d'abord par son approvisionnement alimentaire puis par la modernisation de ses moyens de production », le confort de la maison n'était pas le souci principal. « L'exiguïté des maisons où cohabit[ai]ent plusieurs générations, l'absence d'équipement sanitaire et l'insuffisance de l'équipement ménager apparaiss[ai]ent pour les jeunes ruraux comme un frein à leur épanouissement. Ils se sent[ai]ent exclus du progrès social et la seule promotion pass[ait] par l'exode vers la ville » (Philippe Madeline et Jean-Marc Moriceau).

## Synopsis
Françoise, une jeune fille fraîchement émoulue de l'école ménagère agricole retrouve la ferme modeste de ses parents mais s'accommode mal des conditions de vie qui y règnent. Elle essaie de persuader ses parents de développer leur ferme et d'y installer le confort moderne. Passant de longs moments chez Jean, un ami d'enfance qui, fiancé à Michèle, une Parisienne, a entrepris  chez lui des travaux de modernisation pour lui donner un foyer agréable, Françoise supplante finalement cette dernière, qui fait preuve de trop de coquetterie, de caprices et d'oisiveté dans ce monde rural laborieux,,.

## Fiche technique
- Titre : Jeunes filles
- Réalisation : Armand Chartier
- Scénario : Armand Chartier
- Chef-opérateur : Quinto Albicocco
- Son : Maurice Carrouet
- Image : Quinto Albicocco et Robert Nerrière
- Musique : Daniel White
- Montage : Armand Chartier
- Production : Je vois tout / Service cinématographique du ministère de l'Agriculture
- Pays d'origine :  France
- Langue : français
- Communication : Société pour l'utilisation rationnelle des gaz
- Format : Noir et blanc
- Genre : Moyen métrage
- Durée : 58 minutes
- Date de sortie : 
  - France : 1952

## Distribution des rôles
- Maurice Biraud : Jean
- Françoise
- Michèle

## Analyse de l'œuvre
L'auteur d'un historique du Service cinématographique du ministère de l'agriculture affirme que les films produits par celui-ci sous la IVe République reflètent la modernisation de l'agriculture qui eut lieu dans cette période mais « oscillent entre le style documentaire traditionnel et l'essai de rapprochement avec le "vrai cinéma" ». Prenant comme exemple le « naïf Jeunes filles, d'Armand Chartier (1952) », « mêlant acteurs professionnels et élèves d'une école ménagère, intrigue amoureuse et apologie de la rénovation des bâtiments, conflit ville-campagne, et propagande pour l'installation du gaz », il voit dans « ce presque long métrage un louable essai de prise en compte simultanée des impératifs sociaux et professionnels mais [...] un retard manifeste sur l'évolution du langage cinématographique ».

## Prix
Film primé à Rome.

## Réédition et projections récentes
Il a été édité sur le DVD Femmes en campagnes, coédité par le CRDP du Limousin et le ministère de l'Agriculture et de la Pêche, dans la collection « Carte Blanche » en mars 2007. 
En 2011, le film a été projeté dans le cadre des Rencontres cinématographiques de Saint-Julien-en-Vercors (Drôme) consacrées traditionnellement à la « représentation du monde rural dans le cinéma français et étranger » et dont le thème de cette année-là était « Les Femmes ».
Le film était au programme de l'édition 2013 du festival Ciné-champêtre de Saint-Pierre-sur-Dives (Calvados). 
Il a été projeté en 2014 à la Maison de la Beauce d'Orgères-en-Beauce (Eure-et-Loir) à l'occasion de l'exposition « Femmes en Beauce », où il a permis au public de découvrir le rôle des femmes au sein des exploitations agricoles à l'époque du film.